# Вулиця Майка Йогансена
Вулиця Майка Йогансена — вулиця у Київському районі Харкова. Починається від вулиці Григорія Сковороди і йде на схід до Журавлівських схилів. На крутому схилі побудовані сходи, що ведуть униз до вулиці Матюшенка.

## Історія
Вулиця Майка Йогансена — відносно молода вулиця, вона була заснована в кінці XIX — на поч. XX століття. 5 травня 1903 р. Харківська міська дума присвоїла вулиці, за бажанням власників землі, ім'я російського поета Михайла Лермонтова.
26 липня 2024 року розпорядженням Харківської обласної військової адміністрації вулиця перейменована на честь українського поета, прозаїка доби «Розстріляного відродження» Майка Йогансена.

## Будинки
- Буд. № 1 (вул. Григорія Сковороди, 92) — Колишній прибутковий будинок за проєктом арх. М. Ф. Піскунова, 1910—1912 рр. У 1950-і роки тут жив В. М. Нахабін, харківський композитор і педагог.
- Буд. № 2 (вул. Григорія Сковороди, 88) — Палац студентів юридичного університету, арх. Ю. М. Шкодовський, 2004 р.
- Буд. № 7 — Колишній лазнє-пральний комбінат, побудований у 1930-і роки. Зараз це багатопрофільний розважально-оздоровчий комплекс. Невелика площа перед будівлею колись була трамвайним кільцем.[3]
- Буд. № 9 — Житловий будинок за проєктом арх. В. К. Троценка, 1925 р.
- Буд. № 10, 11, 12, 23, 25 — Пам'ятки архітектури Харкова, житлові будинки невідомих архітекторів поч. XX ст.
- Буд. № 15/17 — Харківський педагогічний ліцей № 4.[4]
- Буд. № 20 — Житловий будинок в якому мешкав композитор Ігор Ковач, на згадку про це встановлена меморіальна дошка[5].
- Буд. № 21 — Житловий будинок за проєктом арх. М. Ф. Піскунова.
- Буд. № 27 — Харківський гуманітарний університет «Народна українська академія». Раніше це був Харківський проєктний інститут. Будівля перерізає вулицю поперек, з аркою для проїзду транспорту. За НУА, з непарної сторони вулиці, було розбито Алею пам'яті, на честь 65-ї річниці перемоги у Німецько-радянській війні. На встановленому на початку алеї пам'ятному камені була зроблена надпис про дружбу України, Росії та Білорусі. Камінь знесено у лютому 2025 року.[6]
- У самому кінці вулиці побудовано студентську каплицю Священномучениці Татіани. Арх. В. О. Можейко.

## Зображення

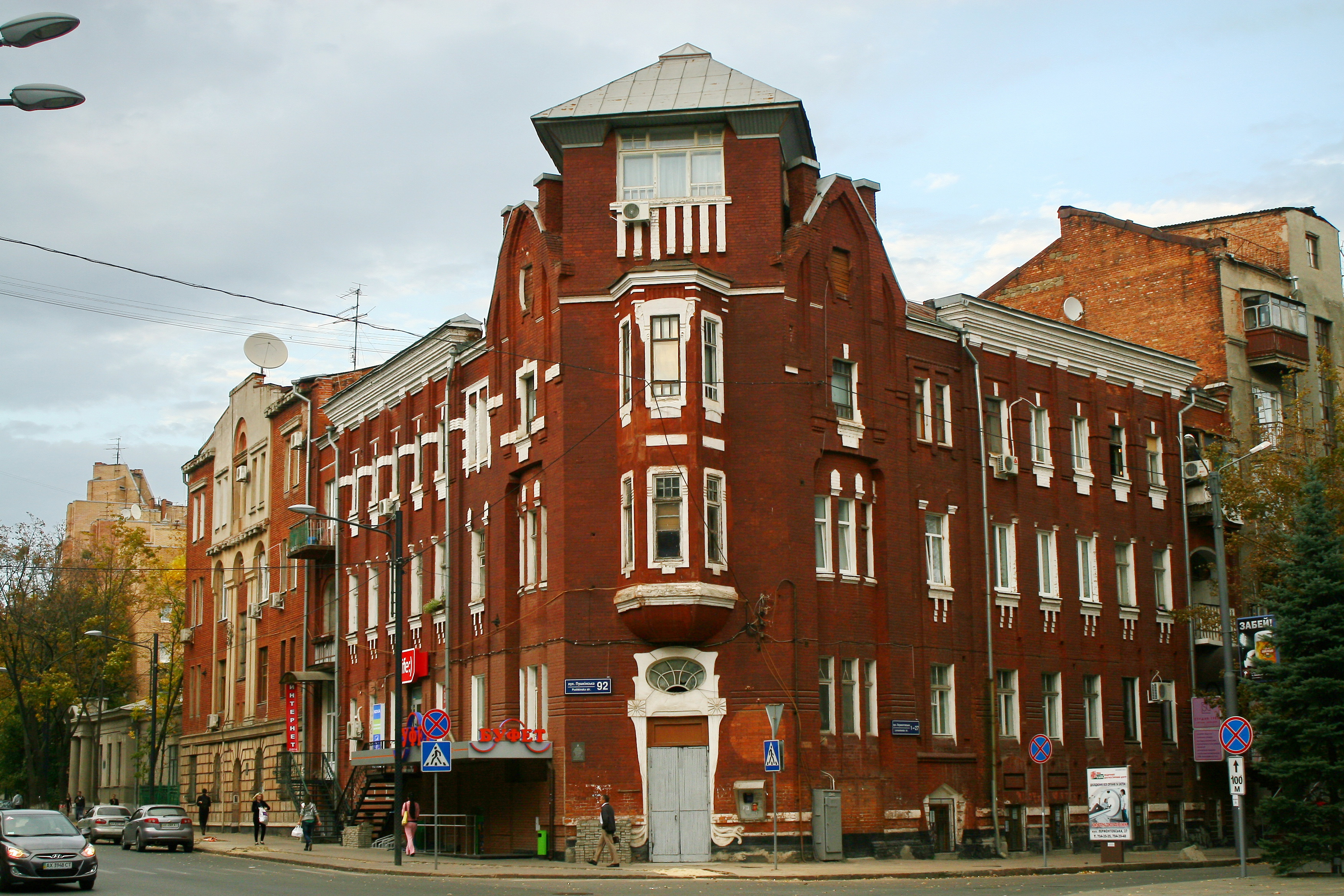
Будинок № 1 (Вул. Григорія Сковороди, 92)
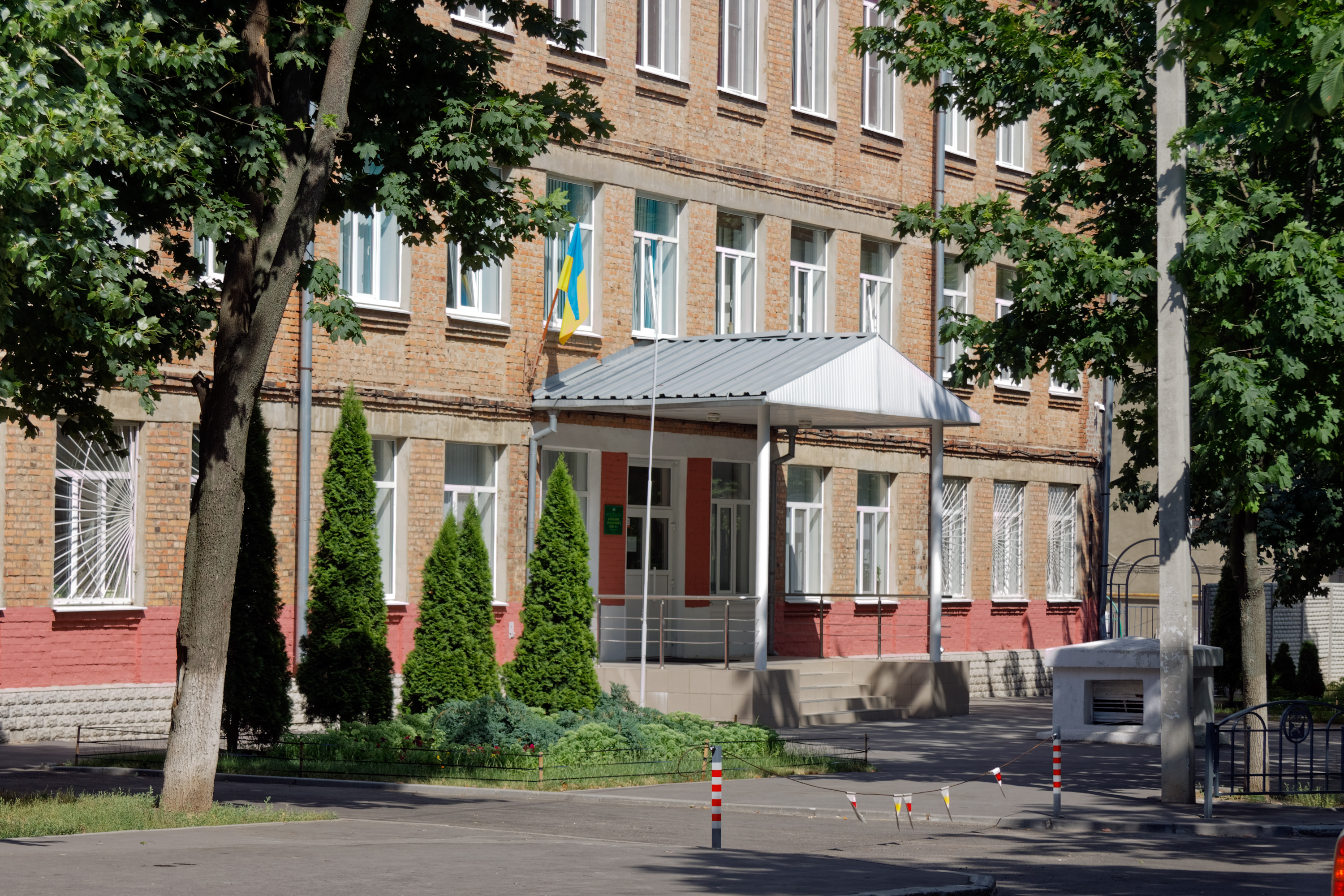
Будинок № 17
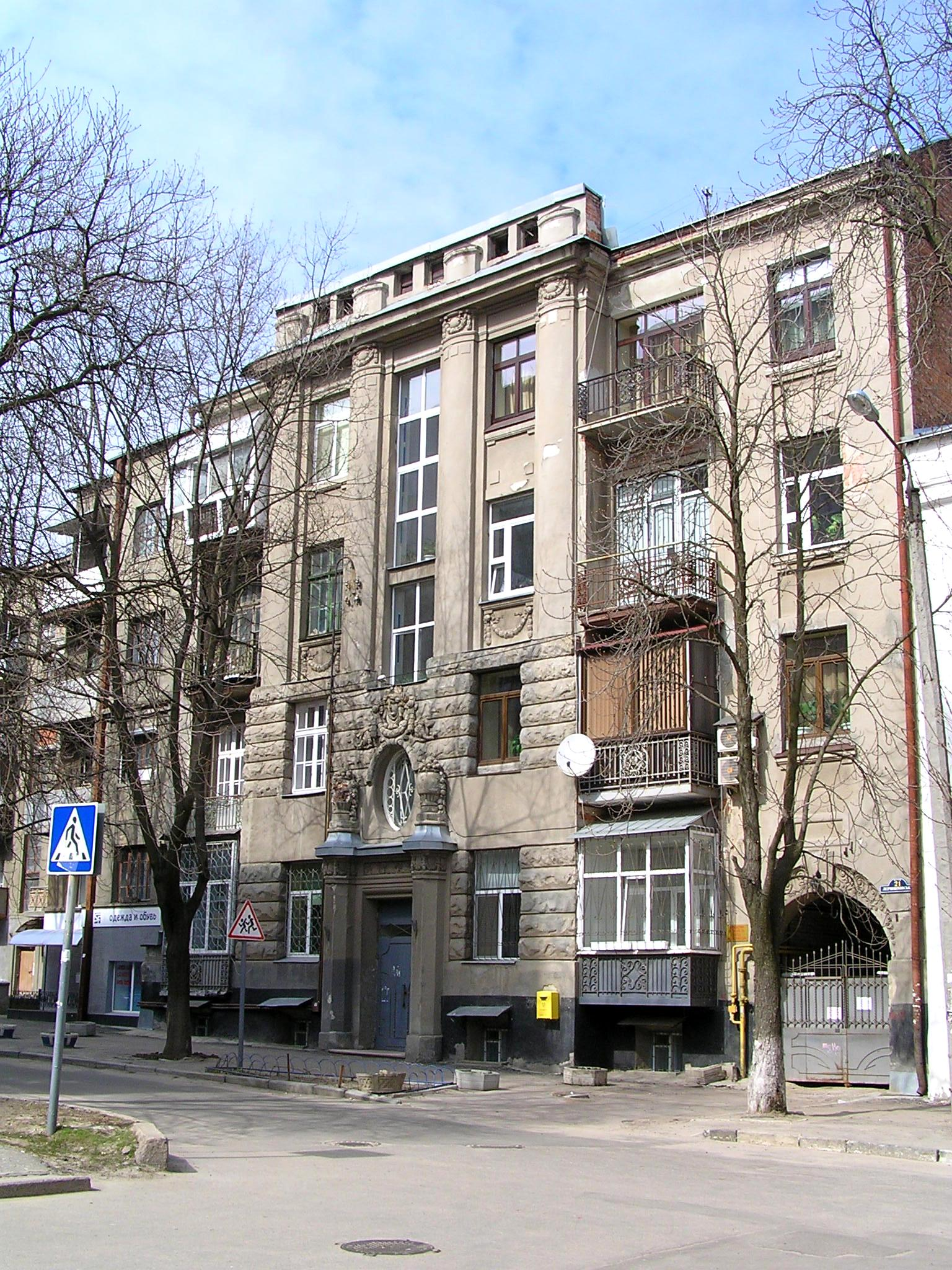
Будинок № 21
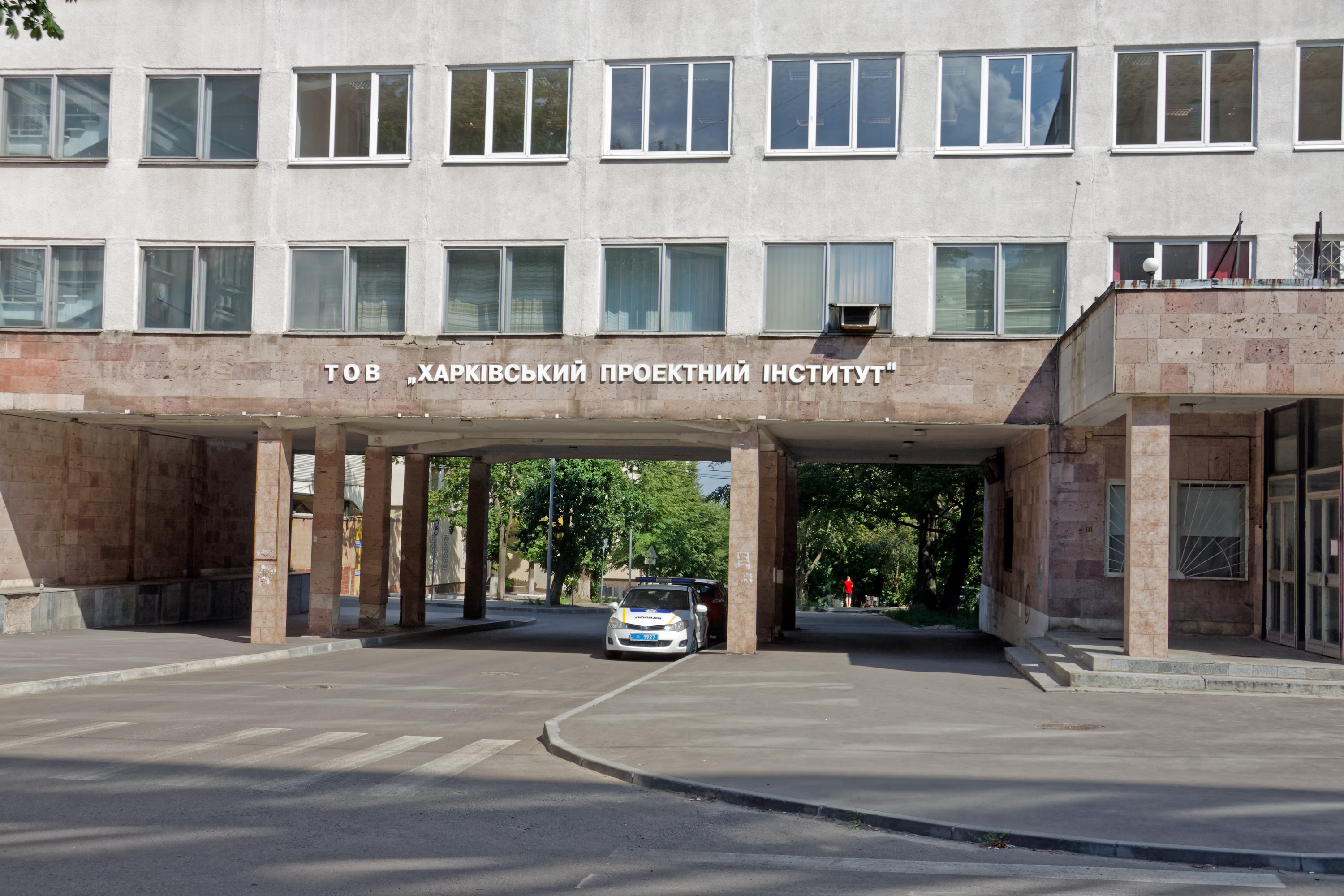
Будинок № 27